# Write Once Read Many

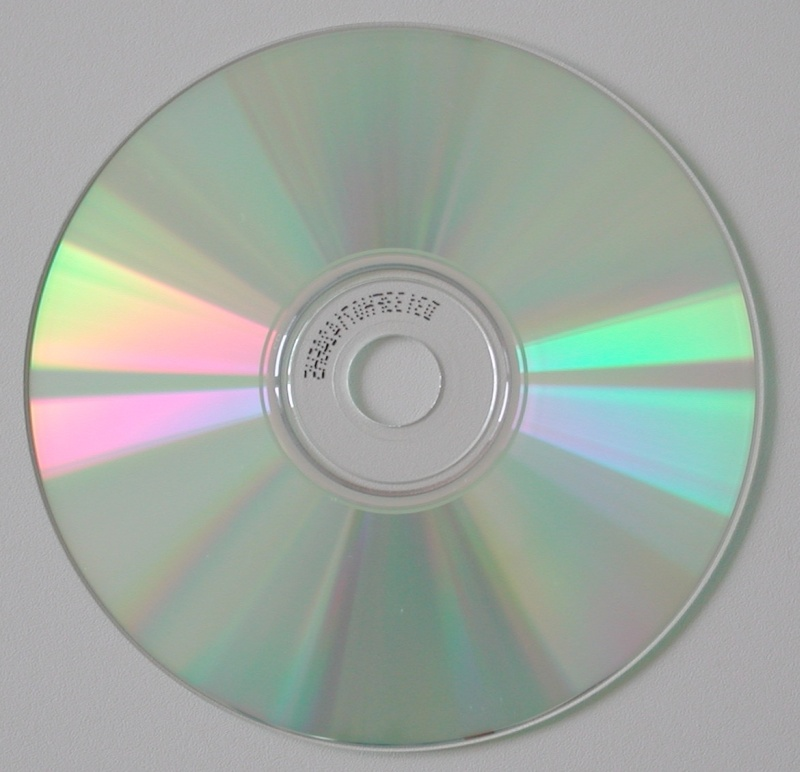
Write Once Read Manyメディアの一種『CD-R』の記録面

Write Once Read Many（ライトワンスリードメニー）は、書き込みは一回限りだが読み取りは何度も可能な記録方式のこと。WORMと略し、一般にはライトワンスと称される。一度に全領域への書き込みが必要な場合と、あとから追加して書き込むこと（追記）が可能な場合とがある。
メモリチップとしてはPROMがある。光ディスクないし光磁気ディスクでは、各種独自のWORMメディア/ドライブが存在する。独自規格統一後はCD-RやDVD-R、BD-Rの各光ディスクを主流とする。

## 特徴
一度書き込んだ情報は消去も改変もすることができない。そのため改変予定のない情報の長期保存や蓄積に適している。反面、不要な情報を書き込んだ場合であっても取り除くことはできず、訂正もできない。また、書き込みに失敗した場合であってもメディアの再利用はできないといった弊害もある。
一般に入手可能な電子記録メディアにおいて劣化せず恒久的に情報を保存できるものは存在しない。メディアの素材や製造時の品質などの要素により劣化のしやすさは変わってくる。また使用環境や保存環境にも左右される。これにはライトワンスメディアも含まれ、メディアの劣化が進むと記録した情報が消失する（読み出せなくなる）場合がある。情報消失による損害を防ぐためには、随時書き換え可能なメディアと同じようにバックアップをとることが推奨される。
元々読み込み専用規格として開発されたCDやDVDのライトワンス型記録用ディスク（CD-RやDVD-R）では、それらに非対応の再生専用機器（DVDプレイヤーなど）ではそのままでは再生できない記録フォーマットもある。フォーマットによっては、ファイナライズにより以後の追記を打ち切ると同時に、読み込み専用メディアと同様に非対応の再生専用機器でも再生することができるようになる。パケットライト方式では、残り容量が常に減少するという点を除いて、一般のディスクのように扱える。

## 消去や改変ができない理由
ライトワンス型の記録用光ディスクは、記録面に熱で化学変化を起こし焼き切る（分解する）ことができる層（主に有機色素が使われる）がある。書き込みの際に一定の強度のレーザー光を照射することで熱を発生させ、この層を焼き切る。これにより、ROMメディアにおける反射層のピットに相当するものが形成され、情報が書き込まれる。書き込みの際に物理的に焼き切ってしまっているので、書き込みが行われた部分は物理的に元に戻すことができない。したがって、一度書き込んだ後は消去も改変も不可能（読み出し専用）となる。

## ライトワンス型メディアの一覧
- PROM (Programmable ROM)
- CD-R
- DVD-R
- DVD+R
- BD-R
- HD DVD-R
- DataPlay
- Linear Tape-Open (LTO-3以降のWORM対応カートリッジに限る)[1]